# Домажлице
Домажлице (чеш. Domažlice) су град у Чешкој Републици. Домажлице су пети по величини град управне јединице Плзењски крај, у оквиру којег је седиште засебног округа Домажлице.

## Географија
Домажлице се налазе у крајње југозападном делу Чешке републике, на самој граници са Немачком - 10 километара јужно од града. Град је удаљен од 150 км југозападно од главног града Прага, а од првог већег града, Плзења, 55 км југозападно.
Град Домажлице је смештен у крајње југозападном делу Бохемије. Град лежи на југозападу Средњочешке котлине, на приближно 420 м надморске висине. Близу града протиче неколико потока, који се северно уливају у реку Бероунку. Јужно од града издиже се горје Шумава, гранично ка Немачкој. 

## Историја
Подручје Домажлица било је насељено још у доба праисторије. Насеље под данашњим називом први пут се у писаним документима спомиње у 1231. године, а насеље је 1262. године имало градска права.
Године 1919. Домажлице су постали део новоосноване Чехословачке. 1938. године, после издвајања Судета из склопа Чехословачке Домажлице су постале најзападнији град државе. У време комунизма град је нагло индустријализован. После осамостаљења Чешке дошло је до раста активности индустрије због близине развијене Немачке.

## Становништво
Домажлице данас имају око 11.000 становника и последњих година број становника у граду лагано расте. Поред Чеха у граду живе и Роми.

## Партнерски градови
- Фурт им Валд
- Ludres
- Furth bei Göttweig

## Галерија
- Панорама градског трга са торњем
- Градска кућа
- Старе куће на градском тргу
- Аркаде дуж трга